# Experimental Gerontology
Experimental Gerontology — ежемесячный медицинский рецензируемый научный журнал, посвящённый биогеронтологии. Журнал использует междисциплинарный подход всех сфер биогеронтологии с акцентом на исследованиях, сосредоточенных на системном уровне, таких как целый организм, иммунная, эндокринная и клеточные системы, а также исследования на всей популяции (к примеру, эпидемиология). 
В журнале также публикуются исследования по поведенческим и когнитивным последствиям старения, где имеется биологическая причинно-следственная связь. Приветствуются исследования, направленные на закрытие разрыва между фундаментальными и клиническими аспектами геронтологии, такие как статьи об основных аспектах возрастных заболеваний, а также исследования, направленные на модуляцию процесса старения. Публикуются оригинальные рукописи по исследованиям, особые вопросы, краткие отчёты, мини-обзоры и переписка. Под тематику журнала не подпадают рукописи по социальным аспектам старения и отчёты о клинических исследованиях.
Журнал был основан в 1964 году и публикуется издательством Elsevier. Главным редактором является Кристиан Леувенбург (Christiaan Leeuwenburgh, University of Florida College of Medicine). В 2019 импакт-фактор журнала составил 3,376, а CiteScore 5,1.